# سفارة السويد في الصين
سفارة السويد في الصين هي أرفع تمثيل دبلوماسي لدولة السويد لدى الصين. تقع السفارة في بكين وهي تهدف لتعزيز المصالح السويدية في الصين.

## وصلات خارجية
- الموقع الرسمي
- قائمة سفارات السويد
- قائمة السفارات في الصين